# Laurin & Klement EL
Laurin & Klement EL byl letecký motor vyvinutý konstruktérem Otto Hieronimem roku 1909. Jednalo se o vůbec první letecký motor původní konstrukce v Rakousku-Uhersku. Vyroben byl v počtu pouhých tří kusů, stál však na začátku Hieronimovy úspěšné kariéry konstruktéra leteckých motorů pod vlastní značkou Hiero.

## Historie

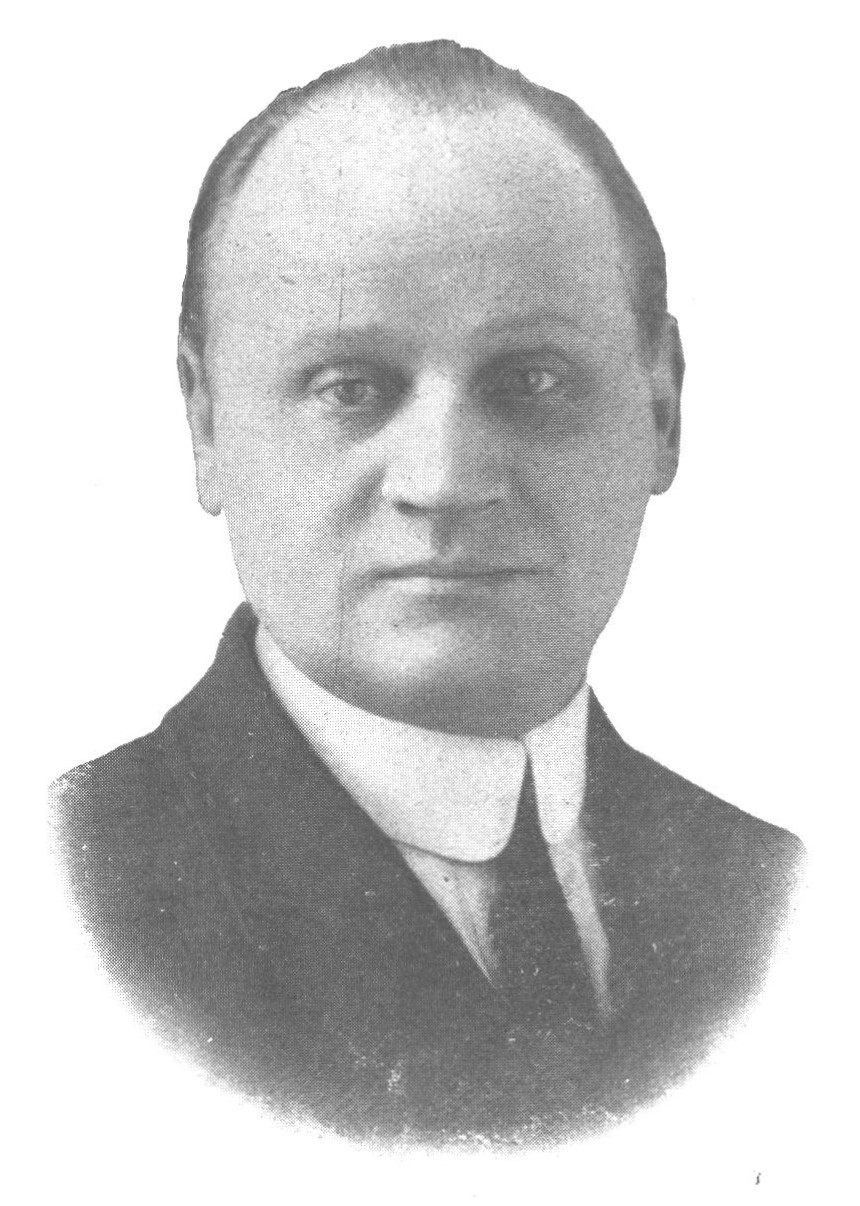
Konstruktér Otto Hieronimus

Konstrukce motoru byla dílem Otto Hieronima, původem německého konstruktéra automobilů Laurin & Klement v Mladé Boleslavi a také vynikajícího továrního závodníka. Hieronymus motor sestrojil ve volném čase a s použitím vlastních prostředků, následně se pokusil přesvědčit konzervativního ředitele továrny Václava Klementa o jeho sériové výrobě a prodeji. Klement s ním uzavřel dohodu, jejíž součástí byl Hieronymův závazek prokázat funkčnost motoru v rámci letové zkoušky. Motor byl již roku 1910 vystaven na Pražské automobilové výstavě.
Hieronymus si pro účely letové zkoušky zřídil v Německu roku 1910 letový průkaz a na strojích konstruovaných v Mladé Boleslavi skupinou konstruktérů okolo Metoděje Vlacha a Antonína Vítka dle vzoru stroje typu Blériot. První pokus o souvislý let uskutečněný v Chuchli u Prahy 3. dubna 1910 byl neúspěšný, 18. října téhož roku se však Hieronymus s letounem poháněným jeho motorem vznesl na ploše vojenského cvičiště na Radouči u Mladé Boleslavi a vykonal s letadlem sedm okruhů ve výšce asi 100 metrů. Motor mu byl následně věnován darem.

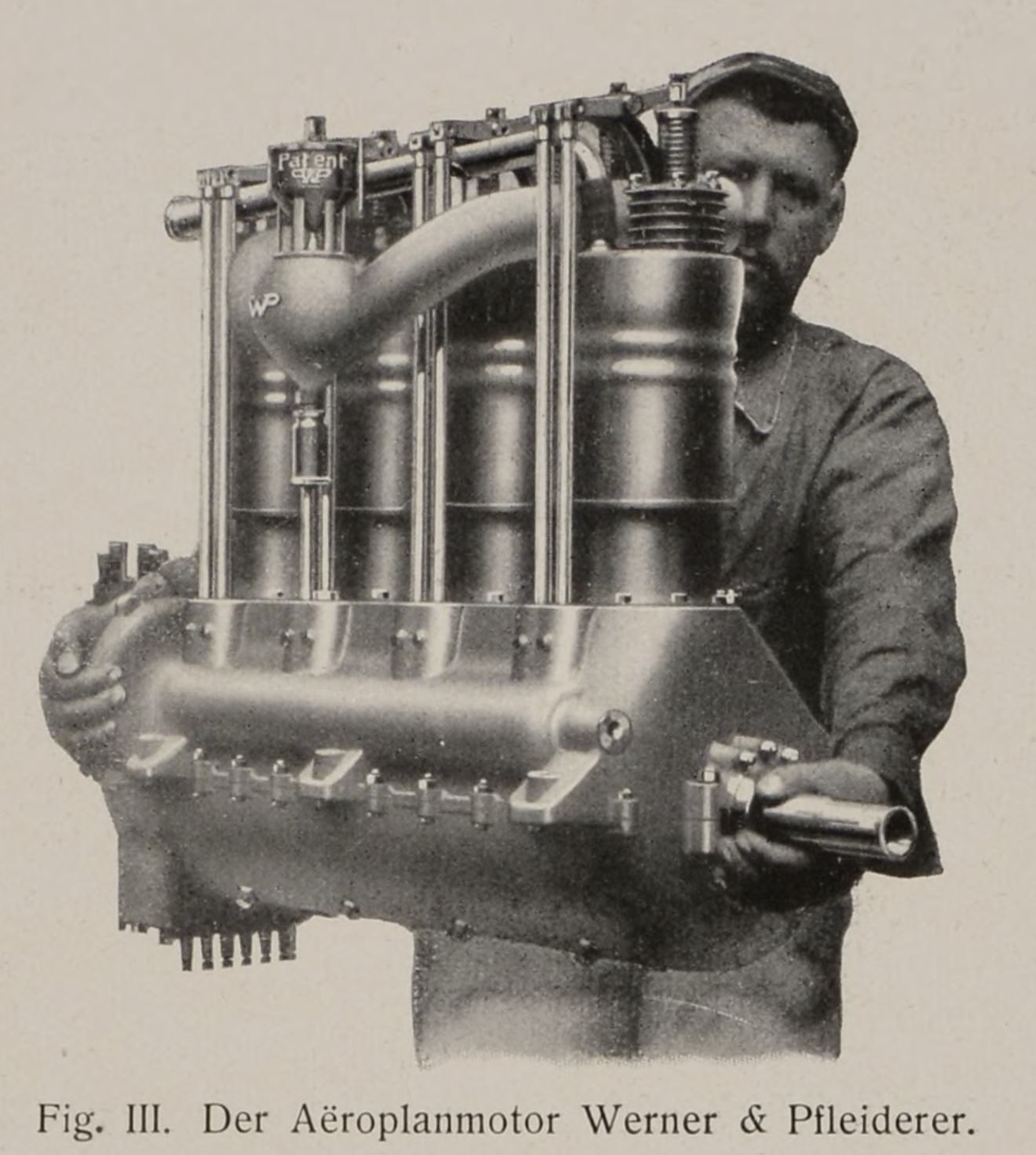
Hiero A 85 HP vyrobený firmou Werner & Pfleiderer roku 1912

K dohodě o sériové výrobě v Mladé Boleslavi však nakonec nedošlo. Již v květnu 1911 pak Hieronymus firmu Laurin & Klement opustil a odešel do Rakouska, kde prosadil sériovou výrobu svých koncepcí u firmy Werner & Pfleiderer ve Vídni. Prvním zde sériově vyráběným motorem byl Hiero A o výkonu 85 koní. Později se věnoval konstrukci leteckých motorů u firmy Warchalowski. Jím vyvinuté stroje Hiero, především potom typy Hiero IV a Hiero VI, byly hojně využívány při konstrukcích řady rakousko-uherských letounů následně nasazených v první světové válce, stejně jako i v poválečných konstrukcích letadel vzniklých v prvorepublikovém Československu.

## Technická data
- Typ: Laurin & Klement EL byl zážehový stojatý řadový čtyřválec
- Hmotnost suchého motoru: 95 kg

- Výkon: 50 koní